# キャンベラ深宇宙通信施設
キャンベラ深宇宙通信施設（キャンベラ しんうちゅう つうしんしせつ、Canberra Deep Space Communication Complex, CDSCC）はオーストラリア首都特別地域のティドビンビラにあるマランビジー川の盆地に設置された地上局である。
この施設はNASAのジェット推進研究所によって運用されているディープスペースネットワーク（DSN）を構成する施設の一つであり、ティドビンビラ深宇宙追跡局（Tidbinbilla Deep Space Tracking Station）と呼ばれることもある。時の豪州首相であるロバート・メンジーズ臨席の元、1965年3月19日に開設された。
地球は自転しているので宇宙探査機と常に交信できるようにする為には地球の自転にあわせて設置した通信局を順番にバトンタッチする必要がある。
この施設は世界に3ヶ所あるうちの一つで他の2つはスペインのマドリード深宇宙通信施設と米国のゴールドストーン深宇宙通信施設である。

## 歴史
- 1963年6月 マリナー4号の火星接近の通信支援のために基地建設を開始。ウーメラ試験場がディープスペースネットワークに理想的でないと判断され、代替基地の検討の結果選出された。1960年代から首都キャンベラの経済成長遅延に対する圧力が豪政府にかけられており、成長都市の近郊であること、周囲の尾根により電波妨害に強いことが選出理由となった[1]。

- 1960年代半ば、NASAは3つの追跡局をオーストラリアに設置した。ティドビンビラ追跡局（現在CDSCC）は1965年にNASAだけの追跡局として開設された。アポロ計画においてティドビンビラは月着陸船との交信に用いられた。

## 受信機
2018年現在、4台の大型のアンテナが使用されている。

### DSS43
1972年に64mアンテナとして完成・運用開始した。
1987年に直径を70mまで拡張。1989年、ボイジャー2号の海王星接近のために性能を向上した。
2018年現在でも現役であり、南半球で最大の操縦可能なパラボラアンテナ。

### DSS34
1997年に完成・運用開始。「ビームウェーブガイド」と呼ばれる方式で送受信を行う。地下に送受信装置を配置することにより、アンテナ構造上の負担を最小限に抑えながら、アンテナの重量が軽減され、電子機器を無線ノイズからさらに分離することができる。

### DSS35
2014年に完成・運用開始。Deep Space Network Aperture Enhancement Project (DAEP)の一環として建設された34mアンテナ。

### DSS36
2016年に完成・運用開始。34mアンテナでこちらもDAEPの一環として建設された。

## 廃止された受信機

### DSS42
1964年の建設当初からある26mアンテナ。火星の歴史的な最初のフライバイであるマリナー4号を支援し、他のDSN機とともに火星の最初の画像を受信している。1980年に34mに拡大工事を行い、15年の設計寿命を延ばし、性能を向上させた。
2000年に性能の不連続性、構造の金属疲労、駆動機構の大幅な修復不可能な摩耗などの理由からサービスを終了した。

## 電波望遠鏡としてのはたらき
口径70mのパラボラアンテナ(DSS43)は、探査機との通信に使用されない時間帯にはオーストラリア国立望遠鏡機構の電波望遠鏡の一つとして天体観測に用いられている。南半球では最大口径の電波望遠鏡であり、世界中でもアメリカのグリーンバンク望遠鏡、ドイツのエフェルスベルク電波望遠鏡、イギリスのジョドレルバンク天文台ラヴェル望遠鏡に次いで第4位の口径を持つ可動型電波望遠鏡である。